# Србија на Истоку
Србија на истоку  је тв филм из 1970. године. 

## Улоге
| Глумац                  | Улога                              |
| ----------------------- | ---------------------------------- |
| Петар Краљ              | Светозар Марковић                  |
| Миливоје Живановић      | Аћим Чумић, министар полиције      |
| Љиљана Газдић           | Милица Нинковић                    |
| Виктор Старчић          | Судија                             |
| Васа Пантелић           | Тужилац                            |
| Милутин Бутковић        | Живадин, посланик                  |
| Милан Пузић             | Миљковић, полицијски цензор        |
| Мирослав Павићевић      | Пера Тодоровић, власник штампарије |
| Предраг Тасовац         | Доктор Јасневски                   |
| Ђурђија Цветић          | Анка Нинковић                      |
| Станимир Аврамовић      | Трговац                            |
| Иван Бекјарев           | Кнез Милан Обреновић               |
| Душан Јакшић            | Певач                              |
| Ђорђе Јовановић         | Стражар испред затвора             |
| Ранко Ковачевић         | Слуга                              |
| Стеван Миња             | Драгиша, кафеџија                  |
| Божидар Пајкић          | Сељак                              |
| Божидар Павићевић Лонга | доушник                            |
| Радослав Павловић       | посланик                           |
| Радомир Поповић         | трговац                            |
| Ратко Сарић             | Тодор, трговац                     |
| Младен Веселиновић      | Председник скупштине               |
| Драгољуб Војнов         | Продавац новина                    |
| Милорад Миша Волић      | Министар финансија                 |
| Милош Жутић             | Адам, посланик                     |
| Бранко Стефановић       |                                    |
| Столе Новаковић         |                                    |
| Вељко Маринковић        |                                    |
| Павле Комраков          |                                    |
| Душан Вујновић          |                                    |